# George Brown (premier)
George Brown (ur. 29 listopada 1818, zm. 9 maja 1880) – kanadyjski polityk liberalny, jeden z Ojców Konfederacji.
Przybył do Kanady ze Szkocji w 1843. Rok później założył liberalne pismo The Globe. Wkrótce też włączył się w reformatorski ruch polityczny. Był założycielem partii politycznej Clear Grit, która stała się zalążkiem Liberalnej Partii Kanady. Był zwolennikiem proporcjonalnego cenzusu wyborczego i aneksji Terytoriów Północno-Zachodnich bez rekompensaty. W 1864 wobec przedłużającego się kryzysu parlamentarnego zaproponował swym politycznym oponentom Johnowi Macdonaldowi i George-Étienne Cartierowi stworzenie wielkiej koalicji, która doprowadziła do utworzenia Konfederacji Kanady. George Brown był uczestnikiem konferencji w Charlottetown i w Québecu.
Zmarł w wyniku zakażenia, jakiego nabawił się w wyniku rany nogi po wypadku przemysłowym w swej drukarni.